# The Blacklist (film, 1916)

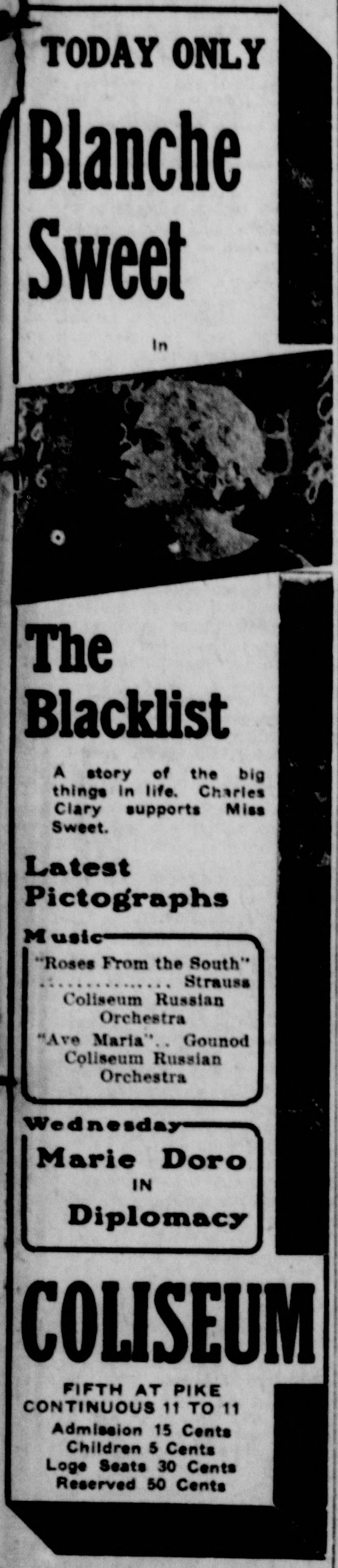
Annonce pour le film dans The Seattle Star.

Pour les articles homonymes, voir Blacklist.
The Blacklist est un film américain réalisé par William C. de Mille, sorti en 1916.

## Fiche technique
- Réalisation : William C. de Mille
- Scénario : Marion Fairfax, William C. deMille
- Producteur : Jesse L. Lasky
- Photographie : Charles Rosher
- Production : Jesse L. Lasky Feature Play Company
- Genre : Drame[1]
- Distributeur : Paramount Pictures
- Durée : 50 minutes (5 bobines)[2]
- Date de sortie : 20 février 1916

## Distribution
- Blanche Sweet : Vera Maroff
- Charles Clary : Warren Harcourt
- Ernest Joy : Mark Norton
- William Elmer : King
- Horace B. Carpenter : Sergius Maroff
- Lucien Littlefield : Frederick Holtz

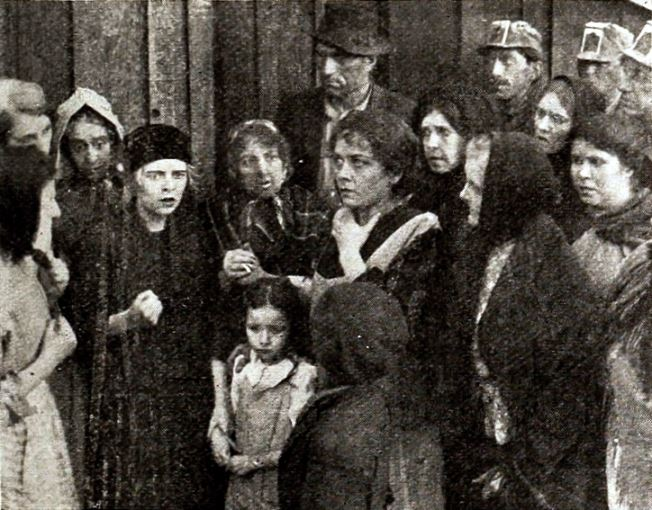
Une scène du film avec Blanche Sweet.

- Jane Wolfe : Mary